# Gopo pentru întreaga activitate
Gopo pentru întreaga activitate este un premiu acordat în cadrul galei Premiilor Gopo unei personalități din cinematografia română. Se acordă începând cu anul 2009.

## Câștigători
Câștigătorii acestei categorii sunt:
| An   | Personalitate           | Ocupație            |
| ---- | ----------------------- | ------------------- |
| 2009 | Elisabeta Bostan        | regizoare           |
| 2010 | Dumitru Carabăț         | scenarist           |
| 2011 | Anușavan Salamanian     | inginer de sunet    |
| 2012 | Tamara Buciuceanu Botez | actriță             |
| 2013 | Constantin Codrescu     | actor               |
| 2014 | Nicolae Mărgineanu      | regizor             |
| 2015 | Eugenia Bosânceanu      | actriță             |
| 2016 | Constantin Drăgănescu   | actor               |
| 2017 | Valentin Uritescu       | actor               |
| 2018 | Sanda Toma              | actriță             |
| 2018 | Ion Marinescu           | actor               |
| 2019 | Constantin Dinulescu    | actor               |
| 2020 | Adela Mărculescu        | actriță             |
| 2021 | Doina Levința           | designer            |
| 2022 | nu s-a acordat          | nu s-a acordat      |
| 2023 | Ioana Crăciunescu       | actriță             |
| 2024 | Dan Nuțu                | actor               |
| 2025 | Florin Mihăilescu       | director de imagine |
| 2025 | Dan Pița                | regizor             |